# Shād Mehan
Shād Mehan (persiska: شاد مهن) är en ort i Iran.   Den ligger i provinsen Teheran, i den centrala delen av landet, 100 km öster om huvudstaden Teheran. Shād Mehan ligger 2 126 meter över havet och antalet invånare är 282.
Terrängen runt Shād Mehan är kuperad åt sydost, men åt nordväst är den bergig. Shād Mehan ligger nere i en dal.Runt Shād Mehan är det ganska glesbefolkat, med 23 invånare per kvadratkilometer. Närmaste större samhälle är Arjomand, 1,9 km väster om Shād Mehan. Trakten runt Shād Mehan består i huvudsak av gräsmarker.